# Daytona 500
Pour les articles homonymes, voir Daytona.

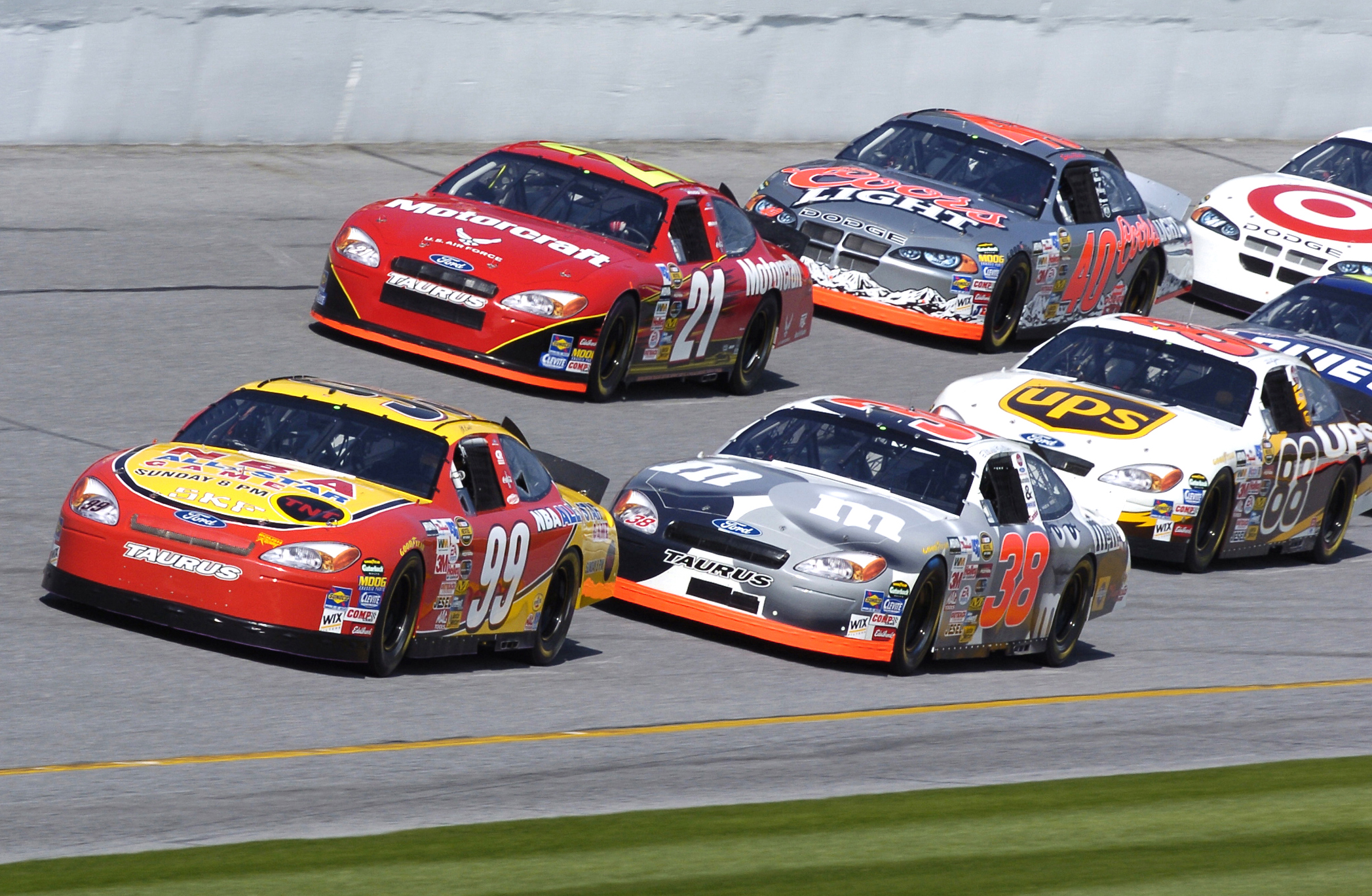
Essais du Daytona 500 en 2004.

Le Daytona 500 est une course automobile américaine réservée aux voitures de type stock-car qui se tient depuis 1959 à Daytona Beach en Floride.
Il s'agit de la plus prestigieuse des courses de NASCAR Cup Series organisée par la NASCAR. Cela lui vaut les surnoms de The Great American Race ou du Super Bowl de la NASCAR. De facto, c'est à cette course que les prix sont financièrement les plus intéressants. Néanmoins, les points distribués pour le championnat sont identiques à toutes les autres courses des NASCAR Cup Series.
Depuis la saison 1982, elle ouvre chaque année au mois de février le championnat de NASCAR Cup Series (anciennement Winston Cup, Nextel Cup ou Sprint Cup). La course se déroule sur 500 miles (804,672 km) et les pilotes doivent effectuer 200 tours de l'anneau de vitesse du Daytona International Speedway.
Depuis 1995, elle réalise des audiences télévisées supérieures aux 500 miles d'Indianapolis (épreuve réservée aux monoplaces), ce qui en fait la course automobile la plus prisée par les téléspectateurs américains. L'audience du Daytona 500 de 2006 fait partie des six meilleures audiences tous sports confondus de l'année 2006 avec ses 20 millions de spectateurs.
Le Daytona 500 termine la série d'événements ayant lieu sur le circuit tout au long de la semaine (connue sous la dénomination des Speedweeks),,.
Comme dit précédemment la course se déroule traditionnellement au mois de février. De 1971 à 2011, la date de la course était associée avec l'anniversaire de George Washington, premier président des États-Unis. La course avait lieu le dimanche précédant le troisième lundi du mois de février. À partir de 2012, la date est repoussée d'une semaine pour se dérouler le dernier dimanche du mois de février. À cause des mauvaises conditions météorologiques, la course prévue le dimanche 26 février 2012 est repoussée au lundi 27 février au soir. Dès lors ce n'est que l'année suivante que le premier Daytona 500 se déroulera le dernier dimanche du mois de février soit le 24 février 2013.
Le gagnant du Daytona 500 est récompensé avec le trophée Harley J. Earl sur la Victory Lane, et sa voiture est représentée en conditions de course pendant une année dans le Daytona 500 Experience, un musée adjacent au Daytona International Speedway.
Une seconde course des NASCAR Cup Series (la Coke Zero 400) se déroule sur le même circuit plus tard dans la saison.
Le Daytona 500 est une des quatre courses des NASCAR Cup Series pour lesquelles des disques réducteurs doivent être utilisés sur les voitures afin d'en limiter la puissance.
William Byron en est le dernier vainqueur après sa victoire en 2024.

## LeDaytona International Speedway

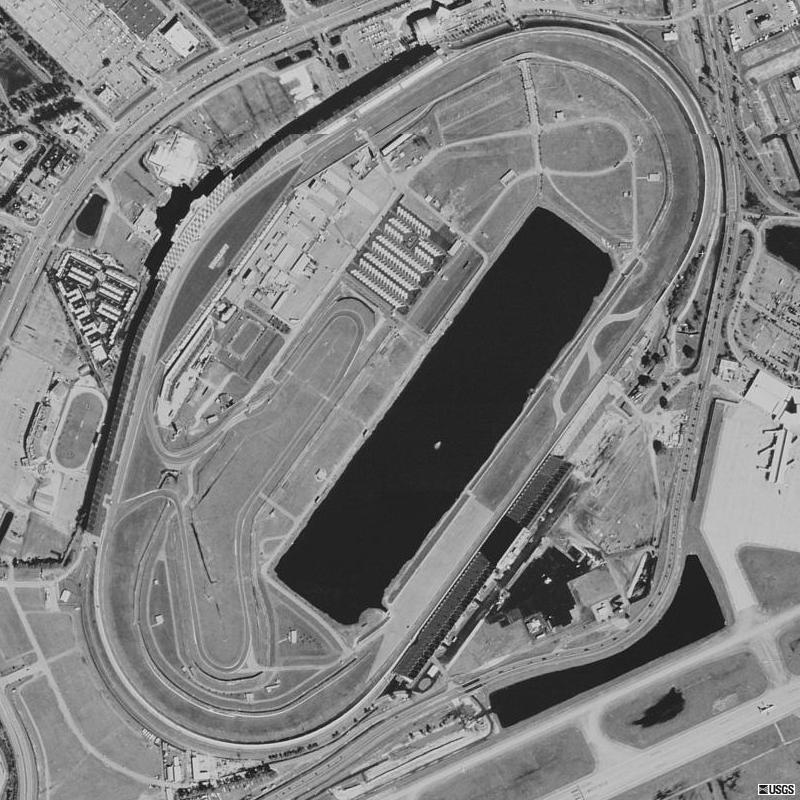
Vue aérienne du Daytona International Speedway

La course actuelle est héritée de courses anciennes plus courtes qui se déroulaient sur l'ancien circuit, le Daytona Beach and Road Course, lequel était partiellement situé sur le sable et sur l'autoroute située près de la plage. Ces courses de stock-car n'étaient que de 200 miles (322 km). Finalement, une course de 500 miles (805 km) est organisée toujours avec des voitures de stock-car sur le Daytona International Speedway en 1959. Il s'agissait de la seconde course de 500 miles organisée par la NASCAR. Elle avait lieu après la course dénommée Southern 500. La course est reconduite d'année en année pour finalement être connue à partir de 1961, sous le nom de Daytona 500.
Le circuit est long de 2,5 miles (4 km). La course de 500 miles (805 km) nécessite donc 200 tours de circuit. Cependant, la course est considérée comme officiellement courue dès qu'elle atteint sa mi-distance (100 tours pour une distance minimale de 250 miles (400 km), comme lors des éditions de 1965, de 1966, de 2003 et de 2009 raccourcies à cause des mauvaises conditions météorologiques (fortes pluies). La course de 1974 fut également limitée à 450 miles (180 tours) à cause de la crise énergétique. Il est à signaler que depuis l'adaptation en 2004 de la règle du green–white–checker finish (drapeaux vert, blanc et à damier), la course a dépassé les 500 miles à dix reprises (en 2005, 2006, 2007, 2010, 2011, 2012, 2015, 2018, 2019 et 2020).

### Caractéristiques
- Course :
  - Longueur : 500 milles (805 km)
  - Nombre de tours : 200
    - Segment 1 : 65 tours
    - Segment 2 : 65 tours
    - Segment 3 : 70 tours
- Piste :
  - Type : speedway
  - Revêtement : asphalte
  - Longueur circuit : 2,5 milles (4,023 km)
  - Nombre de virages : 4
  - Inclinaison (Banking) :
    - Virages : 31°
    - Virage tri-oval (face tribunes principales) : 16°
    - Ligne droite arrière : 2°
- Record du tour de piste : 40,364 secondes par Colin Braun (Michael Shank Racing) en 2013 à l'occasion de la course Roush Yates Ford EcoBoost 3.5L GDI V6tt en Daytona Prototype (en).

## Qualifications lors duCan-Am Duel

Départ du Daytona 500 de 2015

La procédure de qualification pour le Daytona 500 est unique. IL n'est pas facile de se qualifier pour certaines équipes.
Les qualifications ont lieu une semaine avant le Dayton 500 à l'occasion des Can-Am Duel.
- Une séance de qualification au temps est d'abord organisée (avant 2003, il y avait deux séances de qualification et avant 2001, il y en avait trois). Les pilotes ayant les deux meilleurs temps lors de ces qualifications occuperont les deux pole positions lors du Daytona 500. Le plus rapide occupera, sur la grille de départ, la pole position intérieure tandis que le second occupera la pole position extérieure.
- Les pilotes sont ensuite répartis dans deux courses de qualification. Ces courses étaient de 100 miles (160 km) de 1959 à 1967, de 125 miles (201 km) de 1969 à 2004 et depuis 2005, elles sont de 150 miles (240 km) avec possibilité de deux tours supplémentaires (ces deux courses n'ont pas eu lieu en 1968 à cause des fortes pluies). Les temps obtenus lors des qualifications servent à sélectionner les coureurs pour la première course (en 2016, les 22 pilotes classés impairs) et la seconde course (en 2016, les 22 pilotes classés pairs). Les TOP 15 des deux courses (sans tenir compte des pilotes ayant obtenu les deux meilleurs temps des qualifications) sont qualifiés pour le Daytona et répartis sur la grille de la façon suivante :
  - Le TOP 15 de la première course (à l'exception des éventuels coureurs déjà en pole position), occuperont la ligne intérieure de la place 2 à la place 16.
  - Le TOP 15 de la seconde course (à l'exception des éventuels coureurs déjà en pole position), occuperont la ligne extérieure de la place 2 à la place 16.
- Après les deux courses, les organisateurs prennent en compte les temps de qualification des pilotes non déjà qualifiés. Les quatre plus rapides occuperont les places 33 à 36. Cette règle a été adoptée pour protéger les voitures qui lors des qualifications avaient obtenu de bons temps mais qui en course avait été éliminées à la suite d'une panne moteur ou d'un accident.
- Les dernières places sont attribuées par les organisateurs :
  - aux équipes figurant dans le 35 des points n'ayant su se qualifier
  - aux pilotes anciens champions NASCAR n'ayant su se qualifier

## Logos

2017
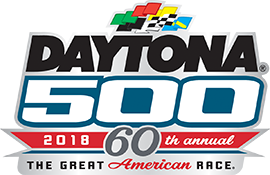
2018
2019
2020
2021
2022
2023

## Palmarès
| Année | No | Place au départ | Vainqueur           | Écurie                          | Marque     | Course | Course          | Course          | Course       | Course        | Gains       | Note       |
| ----- | -- | --------------- | ------------------- | ------------------------------- | ---------- | ------ | --------------- | --------------- | ------------ | ------------- | ----------- | ---------- |
| Année | No | Place au départ | Vainqueur           | Écurie                          | Marque     | Tours  | Miles (km)      | Durée           | Moyenne km/h | Tours en tête | Gains       | Note       |
| 1959  | 42 | 15e             | Lee Petty           | Petty Enterprises               | Oldsmobile | 200    | 500 (804,672)   | 3 h 41 min 22 s | 218,100      | 38            | 19 050 $    |            |
| 1960  | 27 | 09e             | Junior Johnson      | John Masoni (en)                | Chevrolet  | 200    | 500 (804,672)   | 4 h 00 min 30 s | 200,750      | 67            | 19 600 $    |            |
| 1961  | 20 | 04e             | Marvin Panch        | Smokey Yunick (en)              | Pontiac    | 200    | 500 (804,672)   | 3 h 20 min 32 s | 240,759      | 13            | 21 050 $    |            |
| 1962  | 22 | 01er            | Fireball Roberts    | Jim Stephens                    | Pontiac    | 200    | 500 (804,672)   | 3 h 10 min 41 s | 245,472      | 144           | 24 190 $    |            |
| 1963  | 21 | 12e             | Tiny Lund           | Wood Brothers Racing            | Ford       | 200    | 500 (804,672)   | 3 h 17 min 56 s | 243,922      | 127           | 24 550 $    |            |
| 1964  | 43 | 02e             | Richard Petty       | Petty Enterprises               | Plymouth   | 200    | 500 (804,672)   | 3 h 14 min 23 s | 248,376      | 184           | 33 300 $    |            |
| 1965  | 28 | 04e             | Fred Lorenzen       | Holman Moody (en)               | Ford       | 133    | 332,5 (535,106) | 2 h 22 min 56 s | 227,785      | 25            | 27 100 $    | [ Note 1 ] |
| 1966  | 43 | 01er            | Richard Petty       | Petty Enterprises               | Plymouth   | 198    | 495 (796,625)   | 3 h 04 min 54 s | 258,987      | 108           | 28 150 $    | [ Note 1 ] |
| 1967  | 11 | 12e             | Mario Andretti      | Holman Moody (en)               | Ford       | 200    | 500 (804,672)   | 3 h 24 min 11 s | 236,454      | 112           | 48 900 $    |            |
| 1968  | 21 | 01er            | Cale Yarborough     | Wood Brothers Racing            | Mercury    | 200    | 500 (804,672)   | 3 h 23 min 44 s | 230,540      | 76            | 47 250 $    |            |
| 1969  | 98 | 19e             | LeeRoy Yarbrough    | Junior Johnson & Associates     | Ford       | 200    | 500 (804,672)   | 3 h 09 min 56 s | 254,196      | 18            | 38 950 $    |            |
| 1970  | 40 | 09e             | Pete Hamilton       | Petty Enterprises               | Plymouth   | 200    | 500 (804,672)   | 3 h 20 min 32 s | 240,759      | 13            | 44 850 $    |            |
| 1971  | 43 | 05e             | Richard Petty       | Petty Enterprises               | Plymouth   | 200    | 500 (804,672)   | 3 h 27 min 40 s | 232,489      | 70            | 45 450 $    |            |
| 1972  | 21 | 02e             | A. J. Foyt          | Wood Brothers Racing            | Mercury    | 200    | 500 (804,672)   | 3 h 05 min 42 s | 259,990      | 167           | 44 600 $    |            |
| 1973  | 43 | 07e             | Richard Petty       | Petty Enterprises               | Dodge      | 200    | 500 (804,672)   | 3 h 10 min 50 s | 252,997      | 17            | 36 100 $    |            |
| 1974  | 43 | 02e             | Richard Petty       | Petty Enterprises               | Dodge      | 180    | 450 (724,205)   | 3 h 11 min 38 s | 226,747      | 73            | 39 650 $    | [ Note 2 ] |
| 1975  | 72 | 32e             | Benny Parsons       | L.G. DeWitt (en)                | Chevrolet  | 200    | 500 (804,672)   | 3 h 15 min 15 s | 247,274      | 4             | 43 905 $    |            |
| 1976  | 21 | 07e             | David Pearson       | Wood Brothers Racing            | Mercury    | 200    | 500 (804,672)   | 3 h 17 min 08 s | 244,912      | 37            | 46 800 $    |            |
| 1977  | 11 | 04e             | Cale Yarborough     | Junior Johnson & Associates     | Chevrolet  | 200    | 500 (804,672)   | 3 h 15 min 48 s | 246,580      | 137           | 63 700 $    |            |
| 1978  | 15 | 33e             | Bobby Allison       | Bud Moore Engineering           | Ford       | 200    | 500 (804,672)   | 3 h 07 min 49 s | 257,061      | 28            | 56 300 $    |            |
| 1979  | 43 | 13e             | Richard Petty       | Petty Enterprises               | Oldsmobile | 200    | 500 (804,672)   | 3 h 28 min 22 s | 231,709      | 12            | 73 900 $    |            |
| 1980  | 28 | 01er            | Buddy Baker         | Ranier-Lundy (en)               | Oldsmobile | 200    | 500 (804,672)   | 2 h 48 min 55 s | 285,823‡     | 143           | 102 175 $   |            |
| 1981  | 43 | 08e             | Richard Petty       | Petty Enterprises               | Buick      | 200    | 500 (804,672)   | 2 h 56 min 50 s | 273,027      | 26            | 90 575 $    |            |
| 1982  | 88 | 07e             | Bobby Allison       | DiGard Motorsports              | Buick      | 200    | 500 (804,672)   | 3 h 14 min 49 s | 247,824      | 147           | 120 360 $   |            |
| 1983  | 28 | 08e             | Cale Yarborough     | Ranier-Lundy (en)               | Pontiac    | 200    | 500 (804,672)   | 3 h 12 min 20 s | 251,024      | 23            | 119 600 $   |            |
| 1984  | 28 | 01er            | Cale Yarborough     | Ranier-Lundy (en)               | Chevrolet  | 200    | 500 (804,672)   | 3 h 18 min 41 s | 243,001      | 89            | 160 300 $   |            |
| 1985  | 09 | 01er            | Bill Elliott        | Melling Racing                  | Ford       | 200    | 500 (804,672)   | 2 h 54 min 09 s | 277,234      | 136           | 185 500 $   |            |
| 1986  | 05 | 02e             | Geoff Bodine        | Hendrick Motorsports            | Chevrolet  | 200    | 500 (804,672)   | 3 h 22 min 32 s | 238,382      | 101           | 192 715 $   |            |
| 1987  | 09 | 01er            | Bill Elliott        | Melling Racing                  | Ford       | 200    | 500 (804,672)   | 2 h 50 min 12 s | 283,668      | 104           | 204 150 $   |            |
| 1988  | 12 | 03e             | Bobby Allison       | Stavola Brothers Racing (en)    | Buick      | 200    | 500 (804,672)   | 3 h 38 min 08 s | 221,335      | 70            | 202 940 $   |            |
| 1989  | 17 | 02e             | Darrell Waltrip     | Hendrick Motorsports            | Chevrolet  | 200    | 500 (804,672)   | 3 h 22 min 04 s | 238,933      | 25            | 184 900 $   |            |
| 1990  | 10 | 12e             | Derrike Cope        | Whitcomb Racing                 | Chevrolet  | 200    | 500 (804,672)   | 3 h 00 min 59 s | 266,766      | 5             | 188 150 $   |            |
| 1991  | 04 | 02e             | Ernie Irvan         | Morgan–McClure Motorsports (en) | Chevrolet  | 200    | 500 (804,672)   | 3 h 22 min 30 s | 238,421      | 29            | 233 000 $   |            |
| 1992  | 28 | 06e             | Davey Allison       | Robert Yates Racing             | Ford       | 200    | 500 (804,672)   | 3 h 07 min 12 s | 257,907      | 127           | 244 050 $   |            |
| 1993  | 18 | 02e             | Dale Jarrett        | Joe Gibbs Racing                | Chevrolet  | 200    | 500 (804,672)   | 3 h 13 min 35 s | 249,403      | 8             | 238 200 $   |            |
| 1994  | 04 | 04e             | Sterling Marlin     | Morgan–McClure Motorsports (en) | Chevrolet  | 200    | 500 (804,672)   | 3 h 11 min 10 s | 252,556      | 30            | 258 275 $   |            |
| 1995  | 04 | 03e             | Sterling Marlin     | Morgan–McClure Motorsports (en) | Chevrolet  | 200    | 500 (804,672)   | 3 h 31 min 42 s | 228,060      | 105           | 300 460 $   |            |
| 1996  | 88 | 07e             | Dale Jarrett        | Robert Yates Racing             | Ford       | 200    | 500 (804,672)   | 3 h 14 min 25 s | 248,335      | 40            | 360 775 $   |            |
| 1997  | 24 | 06e             | Jeff Gordon         | Hendrick Motorsports            | Chevrolet  | 200    | 500 (804,672)   | 3 h 22 min 18 s | 238,658      | 40            | 377 410 $   |            |
| 1998  | 03 | 04e             | Dale Earnhardt      | Richard Childress Racing        | Chevrolet  | 200    | 500 (804,672)   | 2 h 53 min 42 s | 277,953      | 105           | 1 059 805 $ |            |
| 1999  | 24 | 01er            | Jeff Gordon         | Hendrick Motorsports            | Chevrolet  | 200    | 500 (804,672)   | 3 h 05 min 42 s | 259,991      | 15            | 1 172 246 $ |            |
| 2000  | 88 | 01er            | Dale Jarrett        | Robert Yates Racing             | Ford       | 200    | 500 (804,672)   | 3 h 12 min 43 s | 250,525      | 87            | 1 277 975 $ |            |
| 2001  | 15 | 19e             | Michael Waltrip     | Dale Earnhardt, Inc.            | Chevrolet  | 200    | 500 (804,672)   | 3 h 05 min 26 s | 260,365      | 23            | 1 331 185 $ |            |
| 2002  | 22 | 19e             | Ward Burton         | Bill Davis Racing               | Dodge      | 200    | 500 (804,672)   | 3 h 29 min 50 s | 210,518      | 5             | 1 409 017 $ |            |
| 2003  | 15 | 04e             | Michael Waltrip     | Dale Earnhardt, Inc.            | Chevrolet  | 109    | 272,5 (438,546) | 2 h 02 min 08 s | 215,443      | 68            | 1 419 406 $ | [ Note 1 ] |
| 2004  | 08 | 03e             | Dale Earnhardt Jr   | Dale Earnhardt, Inc.            | Chevrolet  | 200    | 500 (804,672)   | 3 h 11 min 53 s | 251,606      | 59            | 1 495 070 $ |            |
| 2005  | 24 | 15e             | Jeff Gordon         | Hendrick Motorsports            | Chevrolet  | 203    | 507,5 (816,742) | 3 h 45 min 16 s | 217,540      | 28            | 1 497 150 $ | [ Note 3 ] |
| 2006  | 48 | 09e             | Jimmie Johnson      | Hendrick Motorsports            | Chevrolet  | 203    | 507,5 (816,742) | 3 h 33 min 26 s | 229,708      | 24            | 1 505 120 $ | [ Note 3 ] |
| 2007  | 29 | 34e             | Kevin Harvick       | Richard Childress Racing        | Chevrolet  | 202    | 505 (812,719)   | 3 h 22 min 55 s | 240,328      | 4             | 1 510 469 $ | [ Note 3 ] |
| 2008  | 12 | 07e             | Ryan Newman         | Team Penske                     | Dodge      | 200    | 500 (804,672)   | 3 h 16 min 30 s | 245,702      | 8             | 1 506 045 $ |            |
| 2009  | 17 | 39e             | Matt Kenseth        | Roush Fenway Racing             | Ford       | 152    | 380 (611,551)   | 2 h 51 min 40 s | 213,747      | 7             | 1 536 388 $ | [ Note 1 ] |
| 2010  | 01 | 13e             | Jamie McMurray      | Earnhardt Ganassi Racing        | Chevrolet  | 208    | 520 (836,859)   | 3 h 47 min 16 s | 220,929      | 2             | 1 514 649 $ | [ Note 3 ] |
| 2011  | 21 | 32e             | Trevor Bayne        | Wood Brothers Racing            | Ford       | 208    | 520 (836,859)   | 3 h 59 min 24 s | 209,739      | 5             | 1 463 810 $ | [ Note 3 ] |
| 2012  | 17 | 04e             | Matt Kenseth        | Roush Fenway Racing             | Ford       | 202    | 505 (812,719)   | 3 h 36 min 02 s | 225,720      | 50            | 1 589 390 $ | [ Note 4 ] |
| 2013  | 48 | 09e             | Jimmie Johnson      | Hendrick Motorsports            | Chevrolet  | 200    | 500 (804,672)   | 3 h 08 min 23 s | 159,250      | 17            | 1 525 275 $ |            |
| 2014  | 88 | 09e             | Dale Earnhardt Jr.  | Hendrick Motorsports            | Chevrolet  | 200    | 500 (804,672)   | 3 h 26 min 29 s | 145,290      | 54            | 1 506 363 $ |            |
| 2015  | 22 | 05e             | Joey Logano         | Team Penske                     | Ford       | 203    | 507,5 (816,742) | 3 h 08 min 02 s | 260,616      | 31            | 1 581 453 $ | [ Note 3 ] |
| 2016  | 11 | 05e             | Denny Hamlin        | Joe Gibbs Racing                | Toyota     | 200    | 500 (804,672)   | 3 h 10 min 25 s | 253,551      | 8             | 1 581 453 $ |            |
| 2017  | 41 | 08e             | Kurt Busch          | Stewart-Haas Racing             | Ford       | 200    | 500 (804,672)   | 3 h 29 min 31 s | 230,437      | 1             | NC          |            |
| 2018  | 03 | 14e             | Austin Dillon       | Richard Childress Racing        | Chevrolet  | 207    | 517,5 (832,835) | 3 h 26 min 15 s | 242,279      | 1             | NC          | [ Note 3 ] |
| 2019  | 11 | 11e             | Denny Hamlin        | Joe Gibbs Racing                | Toyota     | 207    | 517,5 (832,835) | 3 h 44 min 55 s | 221,188      | 30            | NC          | [ Note 3 ] |
| 2020  | 11 | 21e             | Denny Hamlin        | Joe Gibbs Racing                | Toyota     | 209    | 522,5 (840,882) | 3 h 42 min 10 s | 227,095      | 79            | NC          | [ Note 5 ] |
| 2021  | 34 | 27e             | Michael McDowell    | Front Row Motorsports           | Ford       | 200    | 500 (804,672)   | 3 h 27 min 44 s | 232,415      | 1             | NC          | [ Note 6 ] |
| 2022  | 02 | 5e              | Austin Cindric      | Team Penske                     | Ford       | 201    | 502,5 (808,695) | 3 h 31 min 53 s | 229,002      | 21            | NC          | ,          |
| 2023  | 47 | 31e             | Ricky Stenhouse Jr. | JTG Daugherty Racing            | Chevrolet  | 212    | 530 (853.174)   | 3 h 38 min 53 s | 233,810      | 10            | NC          | [ Note 3 ] |
| 2024  | 24 | 18e             | William Byron       | Hendrick Motorsports            | Chevrolet  | 200    | 500 (804.672)   | 3 h 10 min 52 s | 252,953†     | 4             | NC          | [ 12 ]     |
| 2025  | 24 | 5e              | William Byron       | Hendrick Motorsports            | Chevrolet  | 201    | 502,5 (808,695) | 3 h 53 min 26 s | 129,159      | 10            | NC          | ,          |

Notes :
1. 1 2 3 4  Course stoppée avant son terme en raison de la pluie.
2. ↑  La course est raccourcie de 10% de sa distance à cause de la crise énergétique.
3. 1 2 3 4 5 6 7 8 9 10 11  Course prolongée en raison de la réglementation relative aux voitures de sécurité ("SC") ou aux drapeaux jaunes (caution) pendant l'avant-dernier tour de la course. Si la voiture de sécurité ou le drapeau jaune est appliqué à n'importe quel moment de l'avant-dernier tour, la course est prolongée de deux tours supplémentaires. Le premier tour de reprise de la course est effectué selon le classement établi au moment où a eu lieu l'arrêt lors de l'avant dernier tour. Si un nouveau arrêt est décidé dans le premier tour de cette prolongation, la course est de nouveau prolongée de deux tours. Il n'y a pas de prolongation possible si la voiture de tête a débuté le dernier tour.
4. ↑  Course déplacée du dimanche 26 au lundi 27 février à midi et de nouveau reportée à 19 heures locales à cause de la pluie (C'est la première fois que le Daytona 500 est déplacé au lundi, et la première fois qu'il se déroule en nocturne.)
5. ↑  Course déplacée du dimanche 16 au lundi 17 février à cause de la pluie (avec l'édition de 2012, c'est la deuxième fois que le Daytona 500 est déplacé au lundi.)
6. ↑  Course arrêtée le dimanche 14 février après le 15e tour à cause de la pluie et qui après redémarrage s'est terminée le lundi 15 février.)

## Pilotes multiples vainqueurs
| Nb. Vict. | Pilote             | Saison                                   |
| --------- | ------------------ | ---------------------------------------- |
| 7         | Richard Petty      | 1964, 1966, 1971, 1973, 1974, 1979, 1981 |
| 4         | Cale Yarborough    | 1968, 1977, 1983, 1984                   |
| 3         | Bobby Allison      | 1978, 1982, 1988                         |
| 3         | Dale Jarrett       | 1993, 1996, 2000                         |
| 3         | Jeff Gordon        | 1997, 1999, 2005                         |
| 3         | Denny Hamlin       | 2016, 2019, 2020                         |
| 2         | Bill Elliott       | 1985, 1987                               |
| 2         | Sterling Marlin    | 1994, 1995                               |
| 2         | Michael Waltrip    | 2001, 2003                               |
| 2         | Dale Earnhardt Jr. | 2004, 2014                               |
| 2         | Jimmie Johnson     | 2006, 2013                               |
| 2         | Matt Kenseth       | 2009, 2012                               |
| 2         | William Byron      | 2024, 2025                               |

## Écuries multiples gagnantes
| Nb. Vict. | Écurie                      | Saison                                                     |
| --------- | --------------------------- | ---------------------------------------------------------- |
| 10        | Hendrick Motorsports        | 1986, 1989, 1997, 1999, 2005, 2006, 2013, 2014, 2024, 2025 |
| 9         | Petty Enterprises           | 1959, 1964, 1966, 1970, 1971, 1973, 1974, 1979, 1981       |
| 5         | Wood Brothers Racing        | 1963, 1968, 1972, 1976, 2011                               |
| 4         | Joe Gibbs Racing            | 1993, 2016, 2019, 2020                                     |
| 3         | Ranier-Lundy                | 1980, 1983, 1984                                           |
| 3         | Morgan–McClure Motorsports  | 1991, 1994, 1995                                           |
| 3         | Robert Yates Racing         | 1992, 1996, 2000                                           |
| 3         | Dale Earnhardt, Inc.        | 2001, 2003, 2004                                           |
| 3         | Richard Childress Racing    | 1998, 2007, 2018                                           |
| 3         | Team Penske                 | 2008, 2015, 2022                                           |
| 2         | Holman Moody                | 1965, 1967                                                 |
| 2         | Junior Johnson & Associates | 1969, 1977                                                 |
| 2         | Melling Racing              | 1985, 1987                                                 |
| 2         | Roush Fenway Racing         | 2009, 2012                                                 |

## Victoires par marque de voiture
| Nb. Vict. | Marque     | Saison |
| --------- | ---------- | --- |
| 27        | Chevrolet  | 1960, 1975, 1977, 1984, 1986, 1989, 1990, 1991, 1993, 1994, 1995, 1997, 1998, 1999, 2001, 2003, 2004, 2005, 2006, 2007, 2010, 2013, 2014, 2018, 2023, 2024, 2025 |
| 17        | Ford       | 1963, 1965, 1967, 1969, 1978, 1985, 1987, 1992, 1996, 2000, 2009, 2011, 2012, 2015, 2017, 2021, 2022                                                             |
| 4         | Plymouth   | 1964, 1966, 1970, 1971 |
| 4         | Dodge      | 1973, 1974, 2002, 2008 |
| 3         | Mercury    | 1968, 1972, 1976 |
| 3         | Oldsmobile | 1959, 1979, 1980 |
| 3         | Pontiac    | 1961, 1962, 1983 |
| 3         | Buick      | 1981, 1982, 1988 |
| 3         | Toyota     | 2016, 2019, 2020 |

## Victoires par marque de pneu
| Nb. Vict. | Marque    | Saison                                   |
| --------- | --------- | ---------------------------------------- |
| 58        | Goodyear  | 1960, 1964, 1966, 1969-1988, 1990-2025   |
| 7         | Firestone | 1959, 1961, 1962, 1963, 1965, 1967, 1968 |
| 1         | Hoosier   | 1989                                     |

## Les records

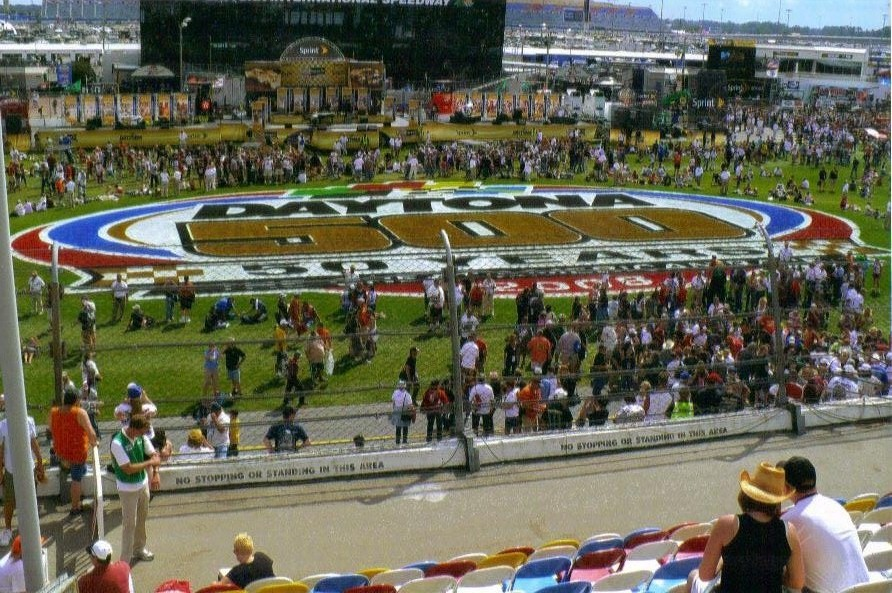
Cérémonie précédant le Daytona 500 de 2008.

### Victoires consécutives
- 2 victoires consécutives :
  - Richard Petty (1973, 1974)
  - Cale Yarborough (1983, 1984)
  - Sterling Marlin (1994, 1995)
  - Denny Hamlin (2019, 2020)
  - William Byron (2024, 2025)

### Gagnants ayant démarré en pole position
- 1962 – Fireball Roberts (avait également gagné le Can-Am Duel)
- 1966 – Richard Petty
- 1968, 1984 – Cale Yarborough (avait également gagné le Can-Am Duel)
- 1980 – Buddy Baker
- 1985, 1987 – Bill Elliott (avait également gagné le Can-Am Duel 1985 et le Clash at Daytona 1987)
- 1999 – Jeff Gordon
- 2000 – Dale Jarrett (avait également gagné le Clash at Daytona)

### Vainqueurs de la même famille
- Petty :
  - Père Lee (1959) et fils Richard (1964, 1966, 1971, 1973, 1974, 1979, 1981)
- Allison :
  - Père Bobby (1978, 1982, 1988) et fils Davey (1992)
    - La course de 1988 race a également vu Bobby et Davey terminer 1er et 2e (3e fois lors des NASCAR Cup Series.
- Earnhardt :
  - Père Dale (1998) et fils Dale Jr. (2004, 2014)
- Waltrip :
  - Les frères Darrell (1989) et Michael (2001, 2003)

### Gagnants comme pilote et propriétaire d'écurie
- Lee Petty :
  - Propriétaire/pilote : 1959
- Junior Johnson :
  - Pilote : 1960
  - Propriétaire : 1969, 1977
- Richard Petty :
  - Propriétaire/pilote : 1964, 1966, 1971, 1973, 1974, 1979, 1981
  - Propriétaire : 1970
- Dale Earnhardt :
  - Pilote : 1998
  - Propriétaire : 2001
- Jeff Gordon
  - Pilote : 1997, 1999, 2005
  - Propriétaire : 2006, 2013

### Gagnants du Daytona 500 et duClashla même saison
- 1982 – Bobby Allison
- 1987 – Bill Elliott (avait gagné la pole position du Daytona 500)
- 1996, 2000 – Dale Jarrett (en 2000, avait gagné la pole position du Daytona 500)
- 1997 – Jeff Gordon
- 2016 – Denny Hamlin

### Gagnants du Daytona 500 et duDuella même saison
- 1962 – Fireball Roberts (avait gagné la pole position du Daytona 500)
- 1977, 1984 – Cale Yarborough (en 1984, avait gagné la pole position du Daytona 500)
- 1985 – Bill Elliott (avait gagné la pole position du Daytona 500)
- 1988 – Bobby Allison
- 1995 – Sterling Marlin
- 1998 – Dale Earnhardt
- 2004 – Dale Earnhardt Jr.
- 2012 – Matt Kenseth

### Gagnants du Daytona 500 et duBrickyard 400la même saison
- 1996 – Dale Jarrett
- 2006 – Jimmie Johnson
- 2010 – Jamie McMurray

### Gagnants du Daytona 500 et duCoke Zero 400la même saison
- 1962 – Fireball Roberts
- 1968 – Cale Yarborough
- 1969 – LeeRoy Yarbrough
- 1982 – Bobby Allison
- 2013 – Jimmie Johnson

### Gagnants du Daytona 500 et le championnat de laNASCAR Cup Seriesla même saison
- 1959 – Lee Petty
- 1964, 1971, 1974, 1979 – Richard Petty
- 1977 – Cale Yarborough
- 1997 – Jeff Gordon
- 2006, 2013 – Jimmie Johnson

### Pilote ayant gagné leur première course deNASCAR Cup Seriesau Daytona 500
- 1963 – Tiny Lund
- 1967 – Mario Andretti (Le Daytona 500 est sa seule victoire en NASCAR Cup Series)
- 1970 – Pete Hamilton
- 1990 – Derrike Cope
- 1994 – Sterling Marlin (Seul pilote dont les deux premières victoires en NASCAR Cup Series sont celles des Daytona 500 de 1994 et de 1995)
- 2001 – Michael Waltrip (Remporte le Daytona 500 après 462 courses sans victoire)
- 2011 – Trevor Bayne (Premier rookie à remporter le Daytona 500 qu'il remporte à sa première participation, et n'a en carrière gagné qu'une seule autre course de NASCAR Cup Series, le AAA Texas 500 de 2010)
- 2021 – Michael McDowell
- 2022 – Austin Cindric

### Le gagnant le plus jeune et le plus âgé du Daytona 500
- + jeune : Trevor Bayne – 2011 (à l'âge de 20 ans et 1 jour)
- + âgé : Bobby Allison – 1988 (à l'âge de 50 ans et 73 jours)